# Sāqşolū
Sāqşolū (persiska: ساقصلو) är en ort i Iran.   Den ligger i provinsen Ardabil, i den nordvästra delen av landet, 400 km nordväst om huvudstaden Teheran. Sāqşolū ligger 1 307 meter över havet och antalet invånare är 603.
Terrängen runt Sāqşolū är platt. Runt Sāqşolū är det ganska tätbefolkat, med 139 invånare per kvadratkilometer. Närmaste större samhälle är Ardabil, 14,6 km sydväst om Sāqşolū. Trakten runt Sāqşolū består i huvudsak av gräsmarker.